# 迪蒙代爾 (密西根州)
迪蒙代爾（英語：Dimondale）是位於美國密西根州伊頓縣的一個村。

## 人口
根據2020年美國人口普查的數據，迪蒙代爾的面積為2.42平方千米，當中陸地面積為2.31平方千米，而水域面積為0.11平方千米。當地共有人口1134人，而人口密度為每平方千米468人。